# Gran Premio di superbike di Brno 2005
Il Gran Premio di superbike di Brno 2005 è stato la settima prova su dodici del campionato mondiale Superbike 2005, disputato il 17 luglio sul circuito di Brno, in gara 1 ha visto la vittoria di Troy Corser davanti a James Toseland e Régis Laconi, la gara 2 è stata vinta da Noriyuki Haga che ha preceduto Troy Corser e Chris Vermeulen.
La vittoria nella gara valevole per il campionato mondiale Supersport 2005 è stata ottenuta da Sébastien Charpentier, mentre la gara della Superstock 1000 FIM Cup viene vinta da Craig Coxhell e quella del campionato Europeo della classe Superstock 600 da Yoann Tiberio.
Questa gara ha significato il ritorno del campionato mondiale Superbike sul circuito di Brno dopo nove anni di assenza.

## Risultati

### Gara 1

#### Arrivati al traguardo[6]
| Pos. | Nº  | Pilota              | Squadra                     | Motocicletta       | Giri | Tempo     | Griglia | Punti |
| ---- | --- | ------------------- | --------------------------- | ------------------ | ---- | --------- | ------- | ----- |
| 1º   | 11  | Troy Corser         | Alstare Suzuki Corona Extra | Suzuki GSXR1000 K5 | 20   | 41:42.829 | 1º      | 25    |
| 2º   | 1   | James Toseland      | Ducati Xerox                | Ducati 999F05      | 20   | +0:06.592 | 2º      | 20    |
| 3º   | 55  | Régis Laconi        | Ducati Xerox                | Ducati 999F05      | 20   | +0:07.477 | 9º      | 16    |
| 4º   | 9   | Chris Walker        | PSG-1 Kawasaki Corse        | Kawasaki ZX10      | 20   | +0:09.060 | 6º      | 13    |
| 5º   | 7   | Pierfrancesco Chili | Klaffi Honda                | Honda CBR 1000RR   | 20   | +0:09.183 | 17º     | 11    |
| 6º   | 57  | Lorenzo Lanzi       | Ducati SC Caracchi          | Ducati 999RS       | 20   | +0:10.778 | 16º     | 10    |
| 7º   | 41  | Noriyuki Haga       | Yamaha Motor Italia WSB     | Yamaha YZF R1      | 20   | +0:13.760 | 18º     | 9     |
| 8º   | 77  | Chris Vermeulen     | Winston Ten Kate Honda      | Honda CBR 1000RR   | 20   | +0:15.069 | 4º      | 8     |
| 9º   | 3   | Norifumi Abe        | Yamaha Motor France-Ipone   | Yamaha YZF R1      | 20   | +0:16.320 | 11º     | 7     |
| 10º  | 88  | Andrew Pitt         | Yamaha Motor Italia WSB     | Yamaha YZF R1      | 20   | +0:19.676 | 13º     | 6     |
| 11º  | 71  | Yukio Kagayama      | Alstare Suzuki Corona Extra | Suzuki GSXR1000 K5 | 20   | +0:21.822 | 7º      | 5     |
| 12º  | 10  | Fonsi Nieto         | Ducati SC Caracchi          | Ducati 999RS       | 20   | +0:24.782 | 20º     | 4     |
| 13º  | 31  | Karl Muggeridge     | Winston Ten Kate Honda      | Honda CBR 1000RR   | 20   | +0:25.830 | 5º      | 3     |
| 14º  | 76  | Max Neukirchner     | Klaffi Honda                | Honda CBR 1000RR   | 20   | +0:27.486 | 3º      | 2     |
| 15º  | 94  | David Checa         | Yamaha GMT 94               | Yamaha YZF R1      | 20   | +0:31.003 | 10º     | 1     |
| 16º  | 30  | José Luis Cardoso   | D.F.X. Treme                | Yamaha YZF R1      | 20   | +0:32.625 | 8º      |       |
| 17º  | 99  | Steve Martin        | Foggy Petronas Racing       | Petronas FP1       | 20   | +0:47.653 | 19º     |       |
| 18º  | 20  | Marco Borciani      | DFXtreme Sterilgarda        | Ducati 999RS       | 20   | +0:50.494 | 24º     |       |
| 19º  | 32  | Sébastien Gimbert   | Yamaha Motor France-Ipone   | Yamaha YZF R1      | 20   | +0:50.526 | 22º     |       |
| 20º  | 155 | Ben Bostrom         | Renegade Koji               | Honda CBR 1000RR   | 20   | +0:56.070 | 27º     |       |
| 21º  | 45  | Gianluca Vizziello  | Italia Lorenzini by Leoni   | Yamaha YZF R1      | 20   | +0:57.136 | 23º     |       |
| 22º  | 12  | Lorenzo Alfonsi     | D.F.X. Treme                | Yamaha YZF R1      | 20   | +0:57.196 | 25º     |       |
| 23º  | 17  | Miguel Praia        | DFXtreme Sterilgarda        | Yamaha YZF R1      | 20   | +1:24.067 | 29º     |       |
| 24º  | 21  | Michel Nickmans     | Zone Rouge                  | Yamaha YZF R1      | 20   | +1:40.187 | 35º     |       |
| 25º  | 74  | Adam Badziak        | Poland Position             | Suzuki GSXR1000    | 20   | +1:43.866 | 30º     |       |
| 26º  | 79  | Jiří Drazdak        | Maco Moto Racing            | Yamaha YZF R1      | 20   | +1:52.574 | 32º     |       |
| 27º  | 81  | Miloš Čihák         | Prorace Team                | Suzuki GSXR1000 K5 | 20   | +2:01.857 | 31º     |       |
| 28º  | 59  | Jiří Trčka          | JTR Ducati Corse            | Ducati 999RS       | 19   | +1 giro   | 36º     |       |

#### Ritirati
| Nº  | Pilota          | Squadra               | Motocicletta  | Giri | Griglia |
| --- | --------------- | --------------------- | ------------- | ---- | ------- |
| 25  | Alessio Velini  | Team Pedercini        | Ducati 999RS  | 16   | 26º     |
| 8   | Ivan Clementi   | Team Pedercini        | Ducati 999RS  | 5    | 15º     |
| 80  | Marek Svoboda   | Maco Moto Racing      | Yamaha YZF R1 | 5    | 34º     |
| 24  | Garry McCoy     | Foggy Petronas Racing | Petronas FP1  | 4    | 12º     |
| 6   | Mauro Sanchini  | PSG-1 Kawasaki Corse  | Kawasaki ZX10 | 4    | 14º     |
| 200 | Giovanni Bussei | Kawasaki Bertocchi    | Kawasaki ZX10 | 4    | 21º     |
| 23  | Jiří Mrkývka    | SBK Team JM           | Ducati 999RS  | 2    | 33º     |

### Gara 2

#### Arrivati al traguardo[7]
| Pos. | Nº  | Pilota              | Squadra                     | Motocicletta       | Giri | Tempo     | Griglia | Punti |
| ---- | --- | ------------------- | --------------------------- | ------------------ | ---- | --------- | ------- | ----- |
| 1º   | 41  | Noriyuki Haga       | Yamaha Motor Italia WSB     | Yamaha YZF R1      | 20   | 41:43.525 | 18º     | 25    |
| 2º   | 11  | Troy Corser         | Alstare Suzuki Corona Extra | Suzuki GSXR1000 K5 | 20   | +0:03.233 | 1º      | 20    |
| 3º   | 77  | Chris Vermeulen     | Winston Ten Kate Honda      | Honda CBR 1000RR   | 20   | +0:11.012 | 4º      | 16    |
| 4º   | 3   | Norifumi Abe        | Yamaha Motor France-Ipone   | Yamaha YZF R1      | 20   | +0:12.268 | 11º     | 13    |
| 5º   | 7   | Pierfrancesco Chili | Klaffi Honda                | Honda CBR 1000RR   | 20   | +0:12.361 | 17º     | 11    |
| 6º   | 57  | Lorenzo Lanzi       | Ducati SC Caracchi          | Ducati 999RS       | 20   | +0:13.511 | 16º     | 10    |
| 7º   | 55  | Régis Laconi        | Ducati Xerox                | Ducati 999F05      | 20   | +0:14.141 | 9º      | 9     |
| 8º   | 1   | James Toseland      | Ducati Xerox                | Ducati 999F05      | 20   | +0:16.439 | 2º      | 8     |
| 9º   | 31  | Karl Muggeridge     | Winston Ten Kate Honda      | Honda CBR 1000RR   | 20   | +0:16.820 | 5º      | 7     |
| 10º  | 9   | Chris Walker        | PSG-1 Kawasaki Corse        | Kawasaki ZX10      | 20   | +0:19.737 | 6º      | 6     |
| 11º  | 71  | Yukio Kagayama      | Alstare Suzuki Corona Extra | Suzuki GSXR1000 K5 | 20   | +0:24.777 | 7º      | 5     |
| 12º  | 10  | Fonsi Nieto         | Ducati SC Caracchi          | Ducati 999RS       | 20   | +0:25.244 | 20º     | 4     |
| 13º  | 8   | Ivan Clementi       | Team Pedercini              | Ducati 999RS       | 20   | +0:26.700 | 15º     | 3     |
| 14º  | 94  | David Checa         | Yamaha GMT 94               | Yamaha YZF R1      | 20   | +0:28.119 | 10º     | 2     |
| 15º  | 200 | Giovanni Bussei     | Kawasaki Bertocchi          | Kawasaki ZX10      | 20   | +0:42.082 | 21º     | 1     |
| 16º  | 99  | Steve Martin        | Foggy Petronas Racing       | Petronas FP1       | 20   | +0:43.952 | 19º     |       |
| 17º  | 32  | Sébastien Gimbert   | Yamaha Motor France-Ipone   | Yamaha YZF R1      | 20   | +0:48.776 | 22º     |       |
| 18º  | 155 | Ben Bostrom         | Renegade Koji               | Honda CBR 1000RR   | 20   | +0:54.908 | 27º     |       |
| 19º  | 25  | Alessio Velini      | Team Pedercini              | Ducati 999RS       | 20   | +0:56.372 | 26º     |       |
| 20º  | 12  | Lorenzo Alfonsi     | D.F.X. Treme                | Yamaha YZF R1      | 20   | +0:56.694 | 25º     |       |
| 21º  | 17  | Miguel Praia        | DFXtreme Sterilgarda        | Yamaha YZF R1      | 20   | +1:23.029 | 29º     |       |
| 22º  | 21  | Michel Nickmans     | Zone Rouge                  | Yamaha YZF R1      | 20   | +2:04.091 | 35º     |       |
| 23º  | 81  | Miloš Čihák         | Prorace Team                | Suzuki GSXR1000 K5 | 19   | +1 giro   | 31º     |       |
| 24º  | 59  | Jiří Trčka          | JTR Ducati Corse            | Ducati 999RS       | 19   | +1 giro   | 36º     |       |

#### Ritirati
| Nº | Pilota             | Squadra                   | Motocicletta     | Giri | Griglia |
| -- | ------------------ | ------------------------- | ---------------- | ---- | ------- |
| 88 | Andrew Pitt        | Yamaha Motor Italia WSB   | Yamaha YZF R1    | 18   | 13º     |
| 74 | Adam Badziak       | Poland Position           | Suzuki GSXR1000  | 12   | 30º     |
| 76 | Max Neukirchner    | Klaffi Honda              | Honda CBR 1000RR | 12   | 3º      |
| 23 | Jiří Mrkývka       | SBK Team JM               | Ducati 999RS     | 10   | 33º     |
| 30 | José Luis Cardoso  | D.F.X. Treme              | Yamaha YZF R1    | 5    | 8º      |
| 20 | Marco Borciani     | DFXtreme Sterilgarda      | Ducati 999RS     | 4    | 24º     |
| 45 | Gianluca Vizziello | Italia Lorenzini by Leoni | Yamaha YZF R1    | 2    | 23º     |
| 79 | Jiří Drazdak       | Maco Moto Racing          | Yamaha YZF R1    | 0    | 32º     |

### Supersport

#### Arrivati al traguardo
| Pos. | Nº  | Pilota                | Squadra                     | Motocicletta    | Giri | Tempo     | Griglia | Punti |
| ---- | --- | --------------------- | --------------------------- | --------------- | ---- | --------- | ------- | ----- |
| 1º   | 16  | Sébastien Charpentier | Winston Ten Kate Honda      | Honda CBR 600RR | 18   | 38'44.765 | 1º      | 25    |
| 2º   | 84  | Michel Fabrizio       | Italia Megabike             | Honda CBR 600RR | 18   | +4.429    | 3º      | 20    |
| 3º   | 69  | Gianluca Nannelli     | Ducati SC Caracchi          | Ducati 749 R    | 18   | +5.366    | 8º      | 16    |
| 4º   | 127 | Robbin Harms          | Stiggy Motorsports          | Honda CBR 600RR | 18   | +7.973    | 6º      | 13    |
| 5º   | 12  | Javier Forés          | Alstare Suzuki Corona Extra | Suzuki GSX 600R | 18   | +9.589    | 7º      | 11    |
| 6º   | 83  | Craig Jones           | Winston Ten Kate Honda      | Honda CBR 600RR | 18   | +9.782    | 13º     | 10    |
| 7º   | 8   | Stéphane Chambon      | Gil Motor Sport             | Honda CBR 600RR | 18   | +18.814   | 11º     | 9     |
| 8º   | 13  | Alessio Corradi       | Ducati Selmat               | Ducati 749 R    | 18   | +22.238   | 10º     | 8     |
| 9º   | 71  | Werner Daemen         | Van Zon Honda               | Honda CBR 600RR | 18   | +22.409   | 9º      | 7     |
| 10º  | 77  | Barry Veneman         | Suzuki Nederland            | Suzuki GSX 600R | 18   | +24.494   | 14º     | 6     |
| 11º  | 116 | Johan Stigefelt       | Stiggy Motorsports          | Honda CBR 600RR | 18   | +25.446   | 15º     | 5     |
| 12º  | 25  | Tatu Lauslehto        | Klaffi Honda                | Honda CBR 600RR | 18   | +25.762   | 17º     | 4     |
| 13º  | 18  | Cristiano Migliorati  | Lightspeed Kawasaki         | Kawasaki ZX 6RR | 18   | +36.836   | 16º     | 3     |
| 14º  | 42  | Matthieu Lagrive      | Moto 1 - Suzuki             | Suzuki GSX 600R | 18   | +38.506   | 21º     | 2     |
| 15º  | 45  | Sébastien Le Grelle   | Le Grelle Dholda in Action  | Honda CBR 600RR | 18   | +41.909   | 20º     | 1     |
| 16º  | 28  | Sami Penna            | Ajo Promotion               | Honda CBR 600RR | 18   | +42.012   | 24º     |       |
| 17º  | 19  | Jarno Janssen         | Suzuki Nederland            | Suzuki GSX 600R | 18   | +42.412   | 18º     |       |
| 18º  | 30  | Alessandro Antonello  | Kawasaki Bertocchi          | Kawasaki ZX 6RR | 18   | +43.132   | 22º     |       |
| 19º  | 161 | Simone Sanna          | Intermoto Czech Republic    | Honda CBR 600RR | 18   | +45.997   | 12º     |       |
| 20º  | 58  | Tomas Miksovsky       | Intermoto Czech Republic    | Honda CBR 600RR | 18   | +49.047   | 28º     |       |
| 21º  | 81  | Arie Vos              | Yamaha Racing Support       | Yamaha YZF R6   | 18   | +49.291   | 19º     |       |
| 22º  | 100 | Topi Haarala          | Ajo Motorsport              | Honda CBR 600RR | 18   | +49.352   | 23º     |       |
| 23º  | 14  | Andrea Berta          | Ducati Selmat               | Ducati 749 R    | 18   | +54.864   | 29º     |       |
| 24º  | 59  | Paweł Szkopek         | Intermoto Czech Republic    | Honda CBR 600RR | 18   | +1'06.357 | 26º     |       |
| 25º  | 90  | Pavel Ouda            | Midland Racing Motoworld    | Honda CBR 600RR | 18   | +1'06.505 | 27º     |       |
| 26º  | 88  | Julien Enjolras       | Tati Team Beaujolais Racing | Yamaha YZF R6   | 18   | +1'06.629 | 25º     |       |
| 27º  | 36  | Luka Nedog            | Ten Kate Kobutex Honda      | Honda CBR 600RR | 18   | +1'39.332 | 30º     |       |

#### Ritirati
| Nº | Pilota        | Squadra              | Motocicletta    | Giri | Griglia |
| -- | ------------- | -------------------- | --------------- | ---- | ------- |
| 11 | Kevin Curtain | Yamaha Motor Germany | Yamaha YZF R6   | 14   | 2º      |
| 23 | Broc Parkes   | Yamaha Motor Germany | Yamaha YZF R6   | 11   | 4º      |
| 99 | Fabien Foret  | Megabike             | Honda CBR 600RR | 8    | 5º      |

### Superstock 1000

#### Arrivati al traguardo
| Pos. | Nº | Pilota                 | Squadra                     | Motocicletta       | Giri | Tempo     | Griglia | Punti |
| ---- | -- | ---------------------- | --------------------------- | ------------------ | ---- | --------- | ------- | ----- |
| 1º   | 41 | Craig Coxhell          | EMS Racing                  | Suzuki GSX 1000R   | 12   | 25'42.576 | 4º      | 25    |
| 2º   | 54 | Kenan Sofuoğlu         | Yamaha Motor Germany        | Yamaha YZF R1      | 12   | +0.649    | 2º      | 20    |
| 3º   | 55 | Massimo Roccoli        | Italia Lorenzini by Leoni   | Yamaha YZF R1      | 12   | +0.830    | 3º      | 16    |
| 4º   | 69 | Didier Van Keymeulen   | Yamaha Motor Germany        | Yamaha YZF R1      | 12   | +0.902    | 1º      | 13    |
| 5º   | 71 | Petter Solli           | SolliRacing                 | Yamaha YZF R1      | 12   | +16.085   | 10º     | 11    |
| 6º   | 53 | Alessandro Polita      | Celani - Suzuki Italia      | Suzuki GSX 1000R   | 12   | +16.539   | 7º      | 10    |
| 7º   | 5  | Riccardo Chiarello     | Alstare Suzuki Corona Extra | Suzuki GSXR1000 K5 | 12   | +16.857   | 5º      | 9     |
| 8º   | 57 | Ilario Dionisi         | Celani - Suzuki Italia      | Suzuki GSX 1000R   | 12   | +16.988   | 8º      | 8     |
| 9º   | 16 | Enrique Rocamora       | HP Racing                   | Suzuki GSX 1000R   | 12   | +18.645   | 15º     | 7     |
| 10º  | 47 | Richard Cooper         | MS Akuna Racing             | Honda CBR 1000RR   | 12   | +18.709   | 6º      | 6     |
| 11º  | 37 | William De Angelis     | Team Trasimeno              | Yamaha YZF R1      | 12   | +18.842   | 9º      | 5     |
| 12º  | 86 | Ayrton Badovini        | EVR Corse Biassono Racing   | MV Agusta          | 12   | +23.157   | 11º     | 4     |
| 13º  | 32 | Alex Martinez          | PMS Corse                   | Yamaha YZF R1      | 12   | +25.144   | 14º     | 3     |
| 14º  | 31 | Vittorio Iannuzzo      | Gimotorsport UnionBikeDucci | MV Agusta          | 12   | +25.626   | 21º     | 2     |
| 15º  | 9  | Luca Scassa            | Ormeni Racing               | Yamaha YZF R1      | 12   | +26.464   | 12º     | 1     |
| 16º  | 40 | Hervé Gantner          | Badan Yamaha                | Yamaha YZF R1      | 12   | +26.494   | 13º     |       |
| 17º  | 24 | Marko Jerman           | MD Team Jerman              | Suzuki GSX 1000R   | 12   | +30.730   | 19º     |       |
| 18º  | 73 | Martin Choy            | Prista Oil Racing           | Suzuki GSX 1000R   | 12   | +33.055   | 17º     |       |
| 19º  | 28 | Sepp Vermonden         | Racing Dirk Van Mol         | Suzuki GSX 1000R   | 12   | +36.385   | 18º     |       |
| 20º  | 84 | Mattia Angeloni        | Gimotorsport UnionBikeDucci | MV Agusta          | 12   | +36.741   | 23º     |       |
| 21º  | 46 | Guillaume Dietrich     | Suzuki LMS                  | Suzuki GSX 1000R   | 12   | +43.874   | 26º     |       |
| 22º  | 21 | Giacomo Romanelli      | PMS Corse                   | Yamaha YZF R1      | 12   | +44.502   | 20º     |       |
| 23º  | 88 | Victor Cox             | Beowulf Motorsport.com      | Suzuki GSX 1000R   | 12   | +46.249   | 28º     |       |
| 24º  | 14 | Pierrot Lerat-Vanstaen | Association Plein Gaz       | Suzuki GSX 1000R   | 12   | +46.832   | 22º     |       |
| 25º  | 25 | Olivier Depoorter      | Autophone Racing            | Yamaha YZF R1      | 12   | +46.887   | 25º     |       |
| 26º  | 34 | José Hurtado           | Alapont Competition         | Yamaha YZF R1      | 12   | +53.901   | 27º     |       |
| 27º  | 51 | Jan Roar Ims           | IMS Racing                  | Yamaha YZF R1      | 12   | +1'01.083 | 24º     |       |
| 28º  | 12 | Denny Lannoo           | Zone Rouge                  | Yamaha YZF R1      | 12   | +1'03.028 | 29º     |       |
| 29º  | 82 | Yann Gyger             | Team Tyger                  | Suzuki GSX 1000R   | 12   | +1'26.890 | 30º     |       |
| 30º  | 22 | Leroy Verboven         | Herman Verboven Racing      | Suzuki GSX 1000R   | 12   | +1'27.167 | 32º     |       |

#### Ritirati
| Nº | Pilota          | Squadra                   | Motocicletta     | Giri | Griglia |
| -- | --------------- | ------------------------- | ---------------- | ---- | ------- |
| 77 | Nicolas Saelens | Racing Dirk Van Mol       | Suzuki GSX 1000R | 10   | 16º     |
| 68 | Daniele Vaghi   | EVR Corse Biassono Racing | MV Agusta        | 1    | 31º     |

### Superstock 600

#### Arrivati al traguardo
| Pos. | Nº | Pilota                 | Squadra                     | Motocicletta    | Giri | Tempo     | Griglia | Punti |
| ---- | -- | ---------------------- | --------------------------- | --------------- | ---- | --------- | ------- | ----- |
| 1º   | 32 | Yoann Tiberio          | Junior Team Megabike        | Honda CBR 600RR | 10   | 22'28.626 | 1º      | 25    |
| 2º   | 59 | Niccolò Canepa         | Kawasaki Bertocchi          | Kawasaki ZX 6RR | 10   | +7.252    | 2º      | 20    |
| 3º   | 71 | Claudio Corti          | Trasimeno                   | Yamaha YZF R6   | 10   | +13.068   | 5º      | 16    |
| 4º   | 68 | David Forner           | Alapont Competition         | Honda CBR 600RR | 10   | +17.248   | 7º      | 13    |
| 5º   | 37 | Henri Taipale          | Ajo Promotion               | Honda CBR 600RR | 10   | +21.606   | 15º     | 11    |
| 6º   | 64 | Daniel Rivas Fernandez | Moto Sport Racing           | Honda CBR 600RR | 10   | +21.662   | 16º     | 10    |
| 7º   | 73 | Andrzej Chmielewski    | DFXtreme Majestic           | Yamaha YZF R6   | 10   | +22.745   | 14º     | 9     |
| 8º   | 69 | Ondřej Ježek           | Team Erinac                 | Kawasaki ZX 6RR | 10   | +27.812   | 10º     | 8     |
| 9º   | 24 | Daniele Beretta        | DBG Racing                  | Kawasaki ZX 6RR | 10   | +28.279   | 8º      | 7     |
| 10º  | 96 | Jonathan Gallina       | Junior Team Italia Megabike | Honda CBR 600RR | 10   | +28.483   | 11º     | 6     |
| 11º  | 12 | Roy Ten Napel          | Ten Kate Kobutex Honda      | Honda CBR 600RR | 10   | +29.388   | 19º     | 5     |
| 12º  | 22 | Danny De Boer          | Remar racing Ten Kate Honda | Honda CBR 600RR | 10   | +33.751   | 22º     | 4     |
| 13º  | 99 | Jorge Villar Machado   | Alapont Competition         | Honda CBR 600RR | 10   | +35.761   | 21º     | 3     |
| 14º  | 39 | Nicky Wimbauer         | Moto 1                      | Suzuki GSX 600R | 10   | +36.612   | 20º     | 2     |
| 15º  | 26 | Tom van Looy           | Herman Verboven Racing      | Suzuki GSX 600R | 10   | +36.801   | 23º     | 1     |
| 16º  | 31 | Patrick McDougall      | Beowulf Motorsport.com      | Suzuki GSX 600R | 10   | +37.917   | 26º     |       |
| 17º  | 27 | Barry Burrell          | MS Akuna Racing             | Honda CBR 600RR | 10   | +38.484   | 27º     |       |
| 18º  | 79 | Domenico Colucci       | Colucci                     | Suzuki GSX 600R | 10   | +46.183   | 17º     |       |
| 19º  | 91 | Alexander Lundh        | Proton Group                | Honda CBR 600RR | 10   | +46.842   | 13º     |       |
| 20º  | 77 | Markéta Janáková       | WLB Racing                  | Yamaha YZF R6   | 10   | +52.092   | 6º      |       |
| 21º  | 33 | Marek Szkopek          | Szkopek Racing              | Suzuki GSX 600R | 10   | +53.279   | 24º     |       |
| 22º  | 13 | Gabriele Perri         | SBP Racing                  | Kawasaki ZX 6RR | 10   | +55.620   | 25º     |       |
| 23º  | 51 | Alessia Polita         | Celani Team - Suzuki Italia | Suzuki GSX 600R | 10   | +56.902   | 28º     |       |
| 24º  | 41 | Davide Caldart         | WLB Racing                  | Yamaha YZF R6   | 10   | +57.119   | 29º     |       |
| 25º  | 14 | Nicolas Pirot          | Zone Rouge                  | Yamaha YZF R6   | 10   | +1'22.998 | 30º     |       |

#### Ritirati
| Nº | Pilota              | Squadra                     | Motocicletta    | Giri | Griglia |
| -- | ------------------- | --------------------------- | --------------- | ---- | ------- |
| 19 | Xavier Siméon       | Alstare Suzuki Corona Extra | Suzuki GSX 600R | 9    | 9º      |
| 16 | Agustín Pérez Muñoz | Alapont Competition         | Honda CBR 600RR | 8    | 12º     |
| 21 | Maxime Berger       | MBE                         | Honda CBR 600RR | 1    | 3º      |
| 11 | Ronald ter Braake   | Ten Kate Kobutex Honda      | Honda CBR 600RR | 0    | 18º     |
| 88 | Andrea Antonelli    | Lightspeed Kawasaki         | Kawasaki ZX 6RR | 0    | 4º      |